# Durham Castle
Durham Castle ist eine normannische Burg in der Stadt Durham im County Durham, England. Sie steht auf einem Hügel oberhalb des Flusses Wear gegenüber der Durham Cathedral.

## Geschichte
Nachdem Waltheof II., Earl of Northumbria rebelliert und sein Earldom verloren hatte, durfte Bischof Walcher von Durham 1076 das Earldom erwerben. Die Burg in Durham wurde in der Folge zum Schutz des Bischofs von Durham vor Angriffen gebaut. Der Norden Englands war, insbesondere nach der Eroberung des Landes durch die Normannen im Jahre 1066 (beginnend mit der Schlacht bei Hastings), ein „sehr wildes“ Gebiet. Die Burg ist beispielhaft für die von den Normannen bevorzugte Mottenbauweise.
Das County Palatine of Durham wurde – ähnlich einem Hochstift im Heiligen Römischen Reich – bis zur Aufhebung seiner Rechte durch den "Durham (County Palatine) Act 1836" von den Fürstbischöfen verwaltet, deren Sitz Durham Castle war.

## Räumlichkeiten

### Große Halle
Die im frühen 14. Jahrhundert von Bischof Antony Bek errichtete Große Halle war die größte ihrer Zeit in Großbritannien, bis Bischof Richard Fox sie gegen Ende des 15. Jahrhunderts verkleinerte. Sie ist heute 14 m hoch und über 30 m lang.

### Kapellen
Durham Castle verfügt über zwei Kapellen: Norman Chapel, erbaut um das Jahr 1078, und Tunstall's Chapel (benannt nach Cuthbert Tunstall, Führer der englischen Kirche und zweimaliger Bischof von Durham, 1474–1559), erbaut 1540.
Norman Chapel ist der älteste begehbare Teil der Burg. Die Architektur der Kapelle ist sächsischer Herkunft, vermutlich aufgrund der Tatsache, dass Sachsen zum Bau zwangsverpflichtet wurden. Im 15. Jahrhundert wurden ihre drei Fenster durch den Ausbau des Keeps fast vollständig blockiert. Bis 1841 wurde sie nicht mehr genutzt und diente danach als Korridor für den Keep. Während des Zweiten Weltkriegs nutzte die Royal Air Force die Kapelle als Kommando- und Beobachtungsposten und man entdeckte ihre ursprüngliche Bedeutung. Kurz nach dem Krieg wurde die Kapelle wieder gesegnet und noch heute finden wöchentlich Gottesdienste statt.
Tunstall's Chapel, als größere der beiden Kapellen, wurde häufiger für Gottesdienste verwendet. Die Bischöfe Cosin und Crewe erweiterten sie im späten 17. Jahrhundert. Im hinteren Teil der Kapelle finden sich noch heute einige der Miserikordien (kleine hölzerne Ablagen die das Stehen während der Gottesdienste erleichtern sollten) aus dem 16. Jahrhundert.

### Küche
Küche und Butterei des Schlosses wurden unter Bischof Richard Fox eingerichtet. Sie gehören zu den nördlichsten Zeugnissen gotischen Backsteinbaus in England.

## University College
1837 spendete Bishop Edward Maltby die Burg der neu gegründeten University of Durham als Wohnraum für die Studenten und sie erhielt den Namen University College. Der viktorianische Architekt Anthony Salvin rekonstruierte den zerfallenden Keep nach den Originalplänen. Eröffnet im Jahre 1840, dient sie noch heute Studenten als Wohnheim und ist damit das älteste bewohnte Universitätsgebäude der Welt.
Studenten des Colleges nehmen heute ihre Mahlzeiten in der Großen Halle zu sich wo auch der jährliche Frühlingsball der Alumni der Durham Business School stattfindet, während der Keller als Bar dient. Beide Kapellen werden heute sowohl für Gottesdienste als auch Theaterveranstaltungen genutzt. In der Burg befindet sich außerdem die Bibliothek des Colleges, die Palace Green Library. Während der Semesterferien werden preiswerte Übernachtungsmöglichkeiten und Konferenzräume zur Verfügung gestellt. Für die Öffentlichkeit ist die Burg ansonsten nur im Rahmen von Führungen zugänglich.

## Weltkulturerbe
1986 wurde die Burg zusammen mit der Durham Cathedral von der UNESCO zum Weltkulturerbe erklärt. Die britische Regierung begründete die Nominierung:
Few buildings in England can boast a longer history of continuous occupation than Durham Castle. Founded soon after the Norman Conquest, the Castle has been rebuilt, extended and adapted to changing circumstances and uses over a period of 900 years.
(Nur wenige Gebäude in England können eine längere Geschichte kontinuierlicher Nutzung aufweisen als Durham Castle. Gegründet bald nach der normannischen Eroberung, wurde die Burg im Laufe von 900 Jahren immer wieder rekonstruiert, erweitert und an die sich verändernden Gegebenheiten angepasst.)

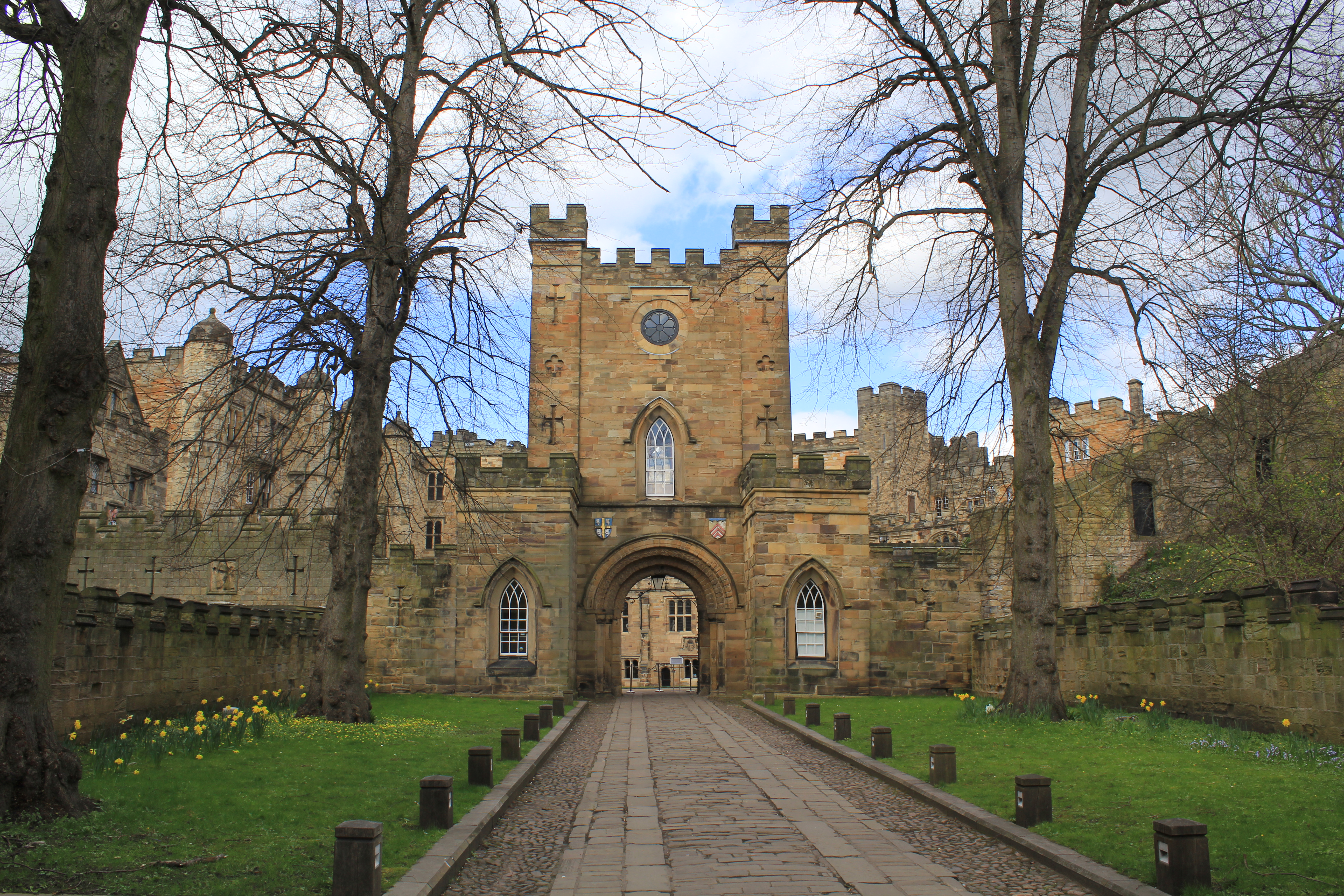
Eingang
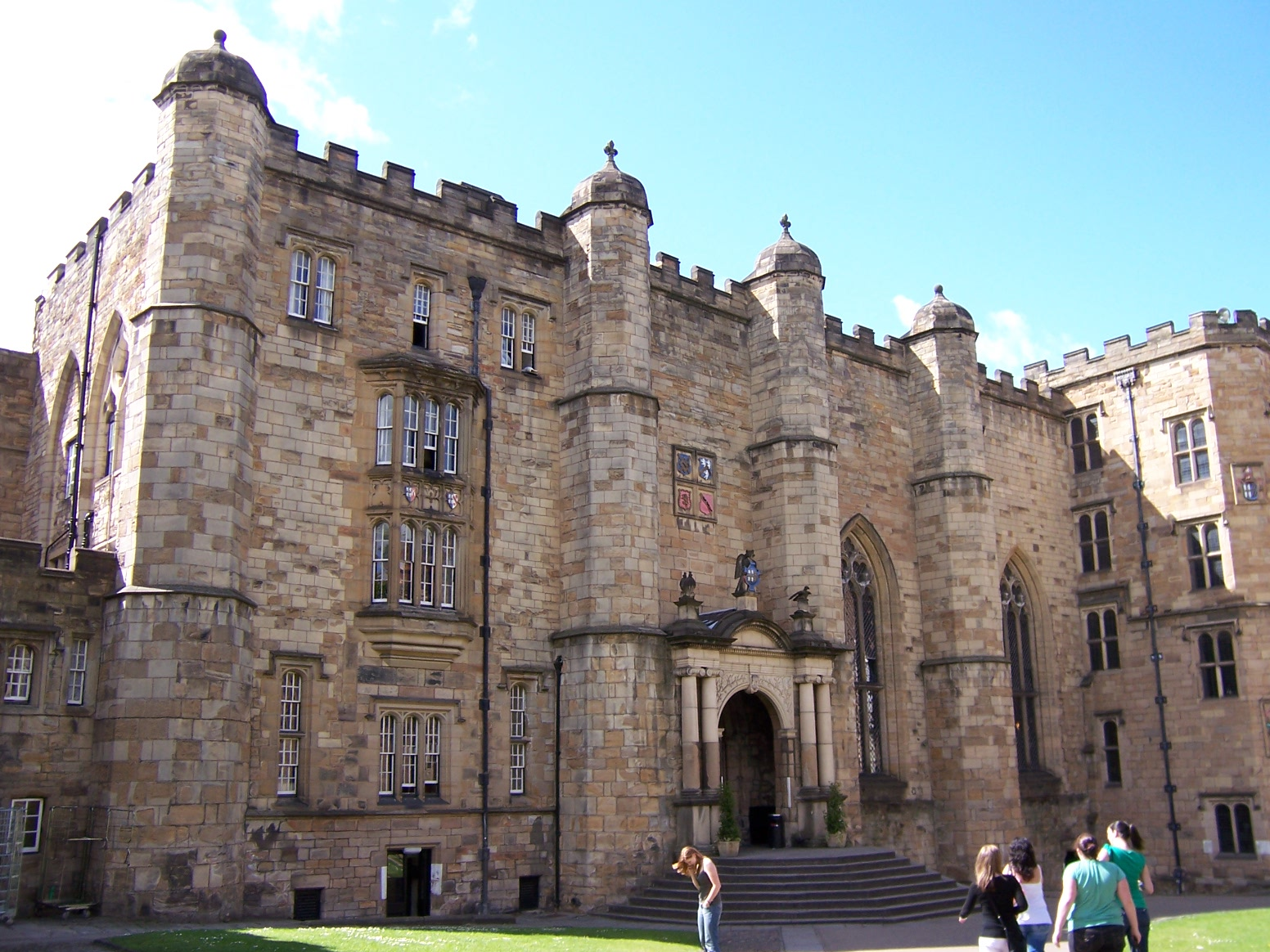
Innenhof
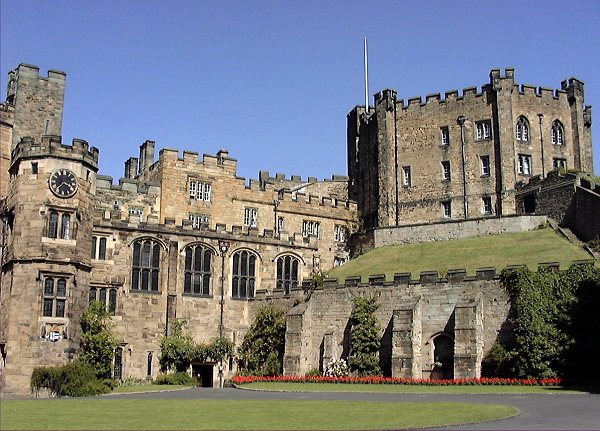
Blick in den Hof mit Keep
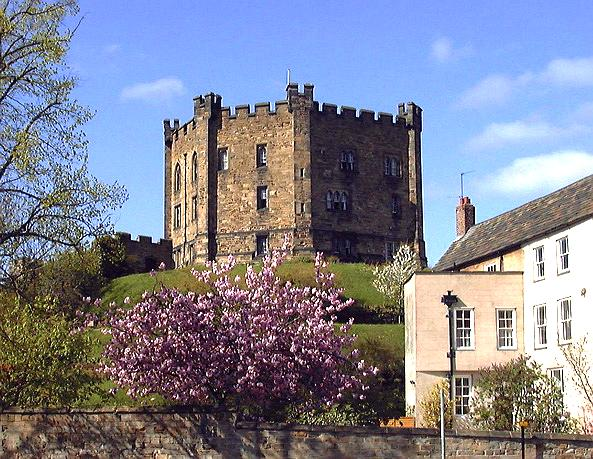
Keep
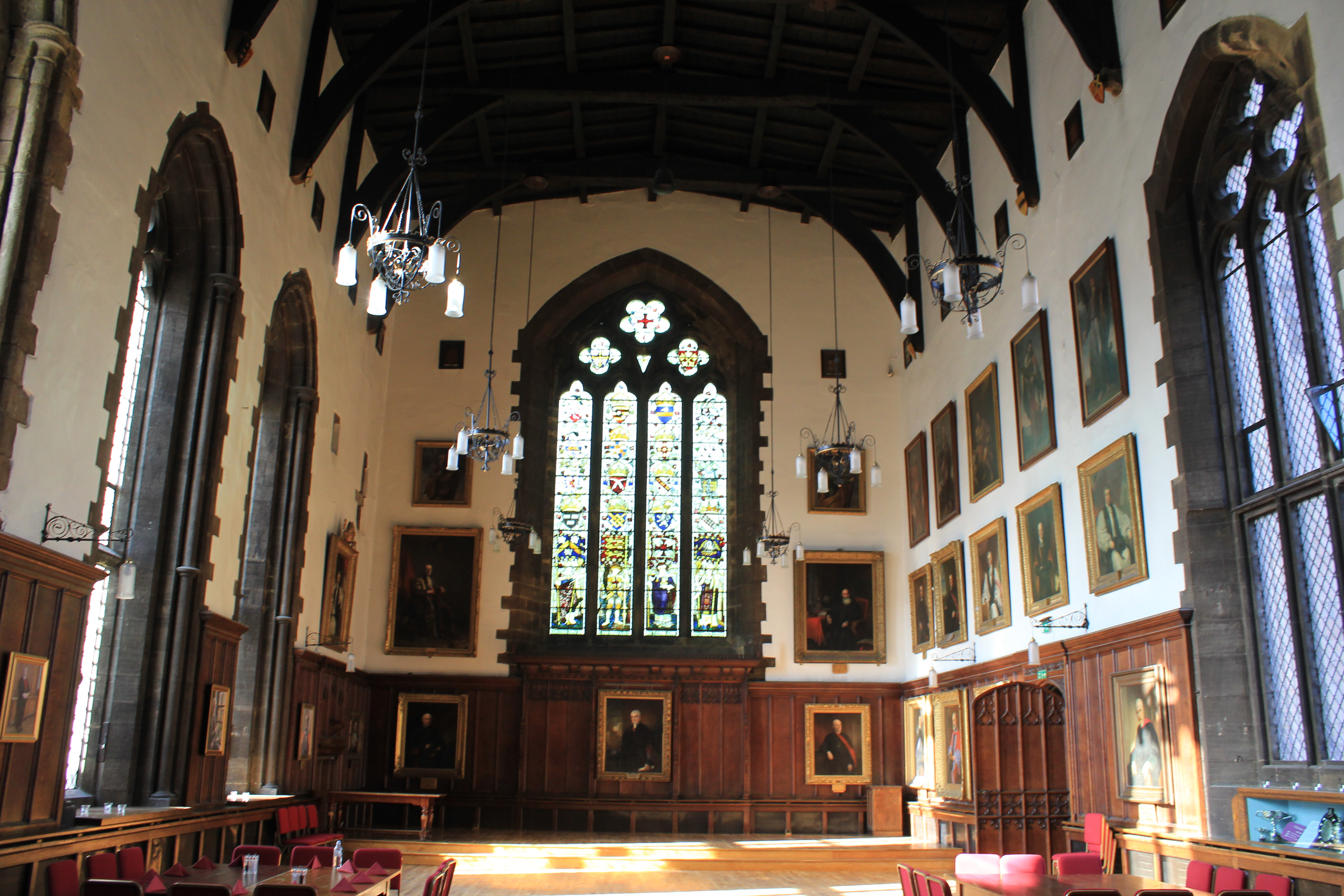
Great Hall